# Copa da África de Rugby de 2011
A Copa da África de Rugby de 2011 foi a XI edição da Africa Cup, o torneio internacional anual de rugby das nações africanas organizado pela Confederação Africana de Rugby (CAR).

## Divisão 1A
A divisão maior foi realizada em Nairóbi no Quénia.
As selecções de Marrocos e Namíbia desistiram participar no torneio. Por isso, foi disputado apenas um jogo.
Campeão da Africa pela primeira vez foi a Seleção Queniana.
| 12 de novembro de 2011 |        |         |                       |
| Quénia                 | 16 - 7 | Tunísia | RFUEA Ground, Nairóbi |
|                        |        |         | RFUEA Ground, Nairóbi |

| 1 | Quénia   | Campeão da África 2011      |
| 2 | Tunísia  | Vice-campeão da África 2011 |
| X | Namíbia  | Rebaixado Divisão 1B 2012   |
| X | Marrocos | Rebaixado Divisão 1B 2012   |

## Divisão 1B
A segunda divisão foi realizada em Kampala na Uganda.
A Seleção da Costa do Marfim desistiu participar no torneio.
Vencedora foi a Seleção Zimbabuana
| 12 de julho de 2011 |         |        |         |
| Zimbábue            | 25 - 15 | Uganda | Kampala |
|                     |         |        | Kampala |

| 15 de julho de 2011 |        |            |         |
| Zimbábue            | 49 - 0 | Madagáscar | Kampala |
|                     |        |            | Kampala |

| 18 de julho de 2011 |         |            |         |
| Uganda              | 58 - 30 | Madagáscar | Kampala |
|                     |         |            | Kampala |

| 1 | Zimbábue        | Promovido Divisão 1A 2012 |
| 2 | Uganda          | Promovido Divisão 1A 2012 |
| 3 | Madagáscar      | Permanece Divisão 1B 2012 |
| X | Costa do Marfim | Rebaixado Divisão 1C 2012 |

## Divisão 1C
A terçeira divisão foi realizada em Yaoundé, Camarões. Vencedora foi a Seleção Senegalesa.
|  | Semifinais          | Semifinais          |   |                     | Final               | Final |  |
|  |                     |                     |   |                     |                     |       |  |
|  | 21 de junho de 2011 |                     |   |                     |                     |       |  |
|  | Senegal             | 30                  |   |                     |                     |       |  |
|  | Botswana            | 12                  |   |                     |                     |       |  |
|  |                     |                     |   |                     |                     |       |  |
|  |                     |                     |   |                     | 25 de junho de 2011 |       |  |
|  |                     |                     |   |                     | Senegal             | 15    |  |
|  |                     | Camarões            | 6 |                     |                     |       |  |
|  |                     |                     |   |                     |                     |       |  |
|  |                     |                     |   |                     |                     |       |  |
|  |                     |                     |   |                     | Terceiro lugar      |       |  |
|  | 21 de junho de 2011 | 21 de junho de 2011 |   | 25 de junho de 2011 | 25 de junho de 2011 |       |  |
|  | Camarões            | 12                  |   | Zâmbia              | 17                  |       |  |
|  | Zâmbia              | 10                  |   |                     | Botswana            | 12    |  |

| 21 de junho de 2011 |         |          |         |
| Senegal             | 30 - 12 | Botswana | Yaoundé |
|                     |         |          | Yaoundé |

| 21 de junho de 2011 |         |        |         |
| Camarões            | 12 - 10 | Zâmbia | Yaoundé |
|                     |         |        | Yaoundé |

| 25 de junho de 2011 |         |          |         |
| Zâmbia              | 17 - 12 | Botswana | Yaoundé |
|                     |         |          | Yaoundé |

| 25 de junho de 2011 |        |          |         |
| Senegal             | 15 - 6 | Camarões | Yaoundé |
|                     |        |          | Yaoundé |

| 1 | Senegal  | Promovido Divisão 1B 2012 |
| 2 | Camarões | Permanece Divisão 1C 2012 |
| 3 | Zâmbia   | Permanece Divisão 1C 2012 |
| 4 | Botswana | Permanece Divisão 1C 2012 |

## Divisão 1D
Os jogos deveria ser realizado na Tanzânia, em julho de 2011. Essuatíni e Tanzânia desistiram participar. A final foi realizada no 29 de julho de 2011 entre a Nigéria e Maurícia em Joanesburgo.
| 29 de julho de 2011 |         |                 |             |
| Nigéria             | 12 - 41 | Ilhas Maurícias | Joanesburgo |
|                     |         |                 | Joanesburgo |

| 1 | Nigéria         | Promovido Divisão 1C 2012 |
| 2 | Ilhas Maurícias | Promovido Divisão 1C 2012 |